# Приходько Іван Митрофанович
Прихо́дько Іва́н Митрофа́нович (29 травня 1910, Соляний Рудник, Бахмутський повіт, Донецька обл. — 28 січня 1991, Кременчук, Полтавська обл.) — український інженер, директор Крюківського вагонобудівного заводу (1947-60), а згодом директор Кременчуцького автомобільного заводу (1960-76), Герой Соціалістичної Праці (5.04.1971). Член Ревізійної Комісії КПУ в 1966—1976 р. Депутат Верховної Ради СРСР 4—5-го скликань.

## Біографія та кар'єра

### Раннє дитинство та навчання
Іван Приходько народився та виріс у родині робітника рудника, мав дев'ять братів і сестер, двоє з яких померли в ранньому віці. У 15 років пішов працювати різноробітником на будівництві Краматорського машинобудівного заводу.
З 1926 року навчався в Артемівському технікумі. Одночасно працював електромонтером, техніком-електриком на заводі. Пізніше вступив до Ленінградського політехнічного інституту, який закінчив у 1936 році.

### Початок кар'єри
У 1932 році почав працювати інженером-електриком на Ленінградському танковому заводі. Відслуживши в армії, повернувся на роботу. У 1939 році одружився. Член ВКП(б) з 1940 року. 

### Воєнні роки
На початку німецько-радянської війни керував будівництвом захисних укріплень. Потім був евакуйований до міста Чкалова (нині Оренбург), де працював головним енергетиком, головним механіком, начальником управління капітального будівництва на танковому заводі. У 1944 році призначений парторгом ЦК ВКП(б) на заводі. Під час війни, 14 жовтня 1942 року, у Приходька народився син.

### Кременчук

Пам'ятна табличка Івану Митрофановичу на одному з будинків однойменної вулиці

У кінці 1947 року переїхав до міста Кременчука Полтавської області. З 1947 по 1960 рік працював директором Крюківського вагонобудівного заводу Полтавської області. Будучи директором заводу, Приходько піклувався не тільки про проблеми виробництва, а й харчування, забезпеченість працівників промисловими та харчовими товарами. За роки правління Приходька завод став значно потужнішим: були уведені в експлуатацію нові будівлі, почалось житлове будівництво. Завод 33 рази перемагав у всесоюзних змаганнях.
Брав участь у реконструкції Крюківського мосту.
З 1960 і по 1976 роки Іван Приходько — директор Кременчуцького автомобільного заводу. Він одразу почав вирішувати житлову проблему працівників. За рік виробничі показники підприємства зросли.
5 квітня 1971 року Івану Приходько присвоєно звання Героя Соціалістичної Праці.
Після виходу на пенсію в 1976 році почав приділяти більше уваги своїм онукам та своєму улюбленому заняттю — рибальству.
За значний внесок у соціально-економічний розвиток міста рішенням міськради 29 січня 1981 року йому було присвоєно звання «Почесний громадянин міста Кременчука».
У січні 1991 року Іван Митрофанович помер.

## Нагороди
- Герой Соціалістичної Праці (5.04.1971)
- два ордени Леніна (22.08.1966, 5.04.1971)
- Орден Жовтневої Революції (11.03.1976)
- Орден Трудового Червоного Прапора (20.01.1944)
- два ордени Червоної Зірки (1943, 9.07.1945)
- Медаль «За оборону Ленінграда» (1944)
- Медаль «За доблесну працю у Великій Вітчизняній війні 1941—1945 рр.» (1945)
- Медаль «В пам'ять 250-річчя Ленінграда» (1958)
- Медаль «20 років Перемоги у Великій Вітчизняній війні» (1968)
- Медаль «50 років Збройних Сил СРСР» (1968)
- Медаль «25 років визволення Радянської України від німецько-фашистських загарбників в роки Великої Вітчизняної війни» (1969)
- Медаль «30 років визволення Радянської України від німецько-фашистських загарбників в роки Великої Вітчизняної війни» (1974)
- Золота медаль ВДНГ (1973)
- Медаль «Ветеран праці»
- Почесна грамота Президії Верховної Ради Української РСР (26.05.1970)
- Почесний громадянин Кременчука (29.01.1981)

## Вшанування пам'яті
- У 1996 році вулиця Карла Лібкнехта за ініціативою мешканців та ветеранів вагонобудівного заводу у Крюкові була перейменована і стала називатися «вулиця Івана Приходька».
- 29 травня 2000 року па будівлі, у якій до 1917 мешкали інженерні працівники заводу, з 1965 був партком вагон заводу, а в 1991 - музей історії підприємства, і в якому в 1947-1965 роках мешкав з родиною І.М. Приходько, була встановлена меморіальна дошка. Дошку виготували робітники ливарної дільниці ковальсько-пресового цеху вагонобудівного заводу за проектом скульптора В.В.Попова.
- 25 травня 2010 року до сотої річниці з дня народження Івана Приходько випущено книгу «Директор Іван Приходько»[6]. 29 травня відбулась сама урочистість.[7][8][9]